# TG24
Albums de Throbbing Gristle
CD1
(1986) TG+
(2004)
TG24 est un coffret publié par le groupe de musique industrielle Throbbing Gristle. Cette édition au format CD est sortie en 2002 chez The Grey Area (sous-label de Mute Records), célébrant le 25ème anniversaire de Industrial Records. Elle marque le début de plusieurs rééditions de Throbbing Gristle, qui conduiront à la réunion du groupe en 2004. 

## Edition cassette sur Industrial Records
Durant la première période d'activité du groupe, entre 1976 et 1980, chaque concert était enregistré, et pouvait être commandé auprès d'Industrial Records, sur une cassette audio Sony C60, avec une couverture grise uniforme.  
« We'd bought two tape-duplicating machines and were spending hours every day copying tapes. »
— Cosey Fanni Tutti, Art Sex Music

« Nous avions acheté deux duplicateurs, et passions des heures chaque jour à copier des cassettes. »
— Art Sexe Musique
Le groupe produit un coffret en édition limitée, intitulé 24 Hours of Throbbing Gristle, sous la forme d'une valise porte-documents contenant 24 cassettes audio. Ce coffret est annoncé le 3 septembre 1979 dans Industrial News, et vendu initialement pour la somme de 77 £. En 1982, P-Orridge estime le nombre d'unités vendues à 200. 

## Édition de 2002 sur Mute Records

### Sortie
La sortie en 1999 du livre Wreckers of Civilisation de Simon Ford, qui retrace l'histoire de TG et de COUM Transmissions, stimule un intérêt renouvelé pour l'œuvre de ce groupe, inactif depuis sa séparation en 1981. Le projet d'une réédition du coffret TG24 se met en place avec Mute Records, et se concrétise avec la sortie en décembre 2002. À cette occasion, une exposition est montrée à la Cabinet Gallery de Londres, présentant des artefacts liés à la première édition de TG24. Dans cette exposition, un salon d'écoute diffuse les 24 heures de concerts (6 heures sont diffusées quotidiennement pendant 4 jours),.

### Fiche technique
L'édition publiée en 2002 contient 24 CDs d'une durée de 60 minutes chacun, comportant deux pistes reproduisant les deux faces de la cassette originale. Le coffret contient également un certificat d'authenticité, des autocollants, des patches et cartes postales.
L'édition sera suivie en 2004 par TG+, un coffret qui comporte 10 CDs avec les 10 derniers concerts du groupe, de mars 1980 à mai 1981, qui n'avaient pas été inclus dans le coffret TG24.